# 밋지 캡처
밋지 캡처(Mitzi Kapture, 1962년 5월 2일 ~ )는 미국의 영화배우, 연극 배우, 텔레비전 배우이다.
요버 린더에서 태어났다.

## 영화
- 나이트 오브 테러 (2006년)
- 프라임 타겟 (1998년)
- 완전 범죄 (1997년)
- 도시의 난폭자 (1992년)
- 레인저 (1990년)
- SOS 해상 구조대 (1989년)
- 엔젤 3 (1988년)
- 하우스 2 (1987년)
- 더 영 앤 더 레스트리스 (1973년)